# Голубятников, Игорь Владимирович
Голубя́тников, Игорь Влади́мирович (10 мая 1960 года — 31 июля 2021 года) — ректор Московского государственного университета приборостроения и информатики, доктор технических наук, профессор, академик РАЕН.

## Биография
В 1977 году окончил среднюю школу № 113 г. Москвы, в 1983 году — Московский институт электронного машиностроения по специальности «Электронные вычислительные машины».
До присоединения к МИРЭА Голубятников И. В. являлся ректором Московского государственного университета приборостроения и информатики, заведующим одной из кафедр этого университета, член редакционной коллегии журнала
«МЕХАТРОНИКА, АВТОМАТИЗАЦИЯ, УПРАВЛЕНИЕ».
Позже работал в МГТУ «Станкин».

## Звания
- Заслуженный работник высшей школы Российской Федерации,
- Лауреат Премии правительства РФ в области образования за 2009 год,
- Почётный работник высшего профессионального образования РФ,
- советник Российской Федерации 1 класса,
- сертифицированный специалист и преподаватель Microsoft,
- мастер спорта СССР.